# Léon van der Rest

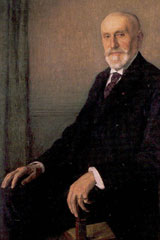
Léon van der Rest

Jacques Léon Arthur van der Rest (Brussel, 10 augustus 1846 - Sint-Gillis, 4 maart 1932) was een Belgisch advocaat, industrieel en bankier.

## Biografie
Léon van der Rest was een zoon van industrieel Josse van der Rest. Hij trouwde in 1870 in Schaarbeek met Louise Thomas (1845-1922). Ze kregen twee zoons en twee dochters.
Beroepshalve werd hij advocaat aan de balie van Brussel. Na enkele jaren nam hij de industriële activiteiten van de familie over. Hij bekleedde ook bestuursmandaten in diverse bedrijven, onder meer Crédit anversois.
In 1888 werd Van de Rest lid van het discontokantoor van de Nationale Bank van België in Brussel. In 1898 werd hij er censor, in 1905 directeur en in 1912 vicegouverneur onder Théophile de Lantsheere. Tijdens de Eerste Wereldoorlog plaatste de Duitse bezetter hem aan het hoofd van de Nationale Bank. Tijdens de oorlog was hij vicevoorzitter van het Nationaal Hulp- en Voedingskomiteit onder Emile Francqui. Na de oorlog werd hij gouverneur van de Nationale Bank. De naoorlogse periode kende een hoge inflatie en waardeverlies van de Belgische frank. In 1923 zocht Van de Rest geen verlenging van zijn termijn als gouverneur en werd hij de eerste eregouverneur van de Nationale Bank. Fernand Hautain volgde hem op.